# Xerxes (TV-serie)
Xerxes är en svensk TV-serie i sex delar från 1988, skriven av Björn Runeborg och regisserad av Peter Schildt. I huvudrollen som Xerxes ses Benny Haag. Nina spelas av Johanna Friberg. Musiken gjordes av Anders Melander.

## Handling
Serien kretsar kring tre tonåringar, Xerxes, Tony och Pekka, som precis gått ut gymnasiet. De börjar utmana varandra i kärlekserövringar, men stöter på olika hinder för sin jakt på tvättmärken ur sina kvinnors trosor.

## Rollista
- Xerxes - Benny Haag
- Tony - Joakim Börjlind
- Pekka - Kalle Westerdahl
- Annsofi (Xerxes mamma) - Gunilla Larsson
- Tommy (Xerxes styvfar) - Thomas Roos
- Monika (Xerxes syster) - Sara Brandt
- Dagmar - Yvonne Lombard
- Hjördis - Marianne Stjernqvist
- Lundin - Helge Skoog
- Winstedt - Jan Blomberg
- Nina - Johanna Friberg
- Eva - Ulla Skoog
- Sussi - Charlott Strandberg
- Carina - Claire Wikholm
- Yvonne (kvinnan på banken) - Suzanne Reuter
- Jenny - Camilla Malmqvist
- Linda (Monikas klasskamrat) - Denise Sannemo
- Ofelia - Lia Boysen

Dessutom medverkade många gästskådespelare, såsom Irma Schultz Keller, Eva Remaeus, Sanna Ekman och Lena T. Hansson.